# Pyripnoa
Pyripnoa is een geslacht van vlinders van de familie van de uilen (Noctuidae), uit de onderfamilie Acontiinae.

## Soorten
- P. auricularia (Lucas, 1894)
- P. pyraspis Meyrick, 1891
- P. sciaptera (Lower, 1903)